# Radio Jamana

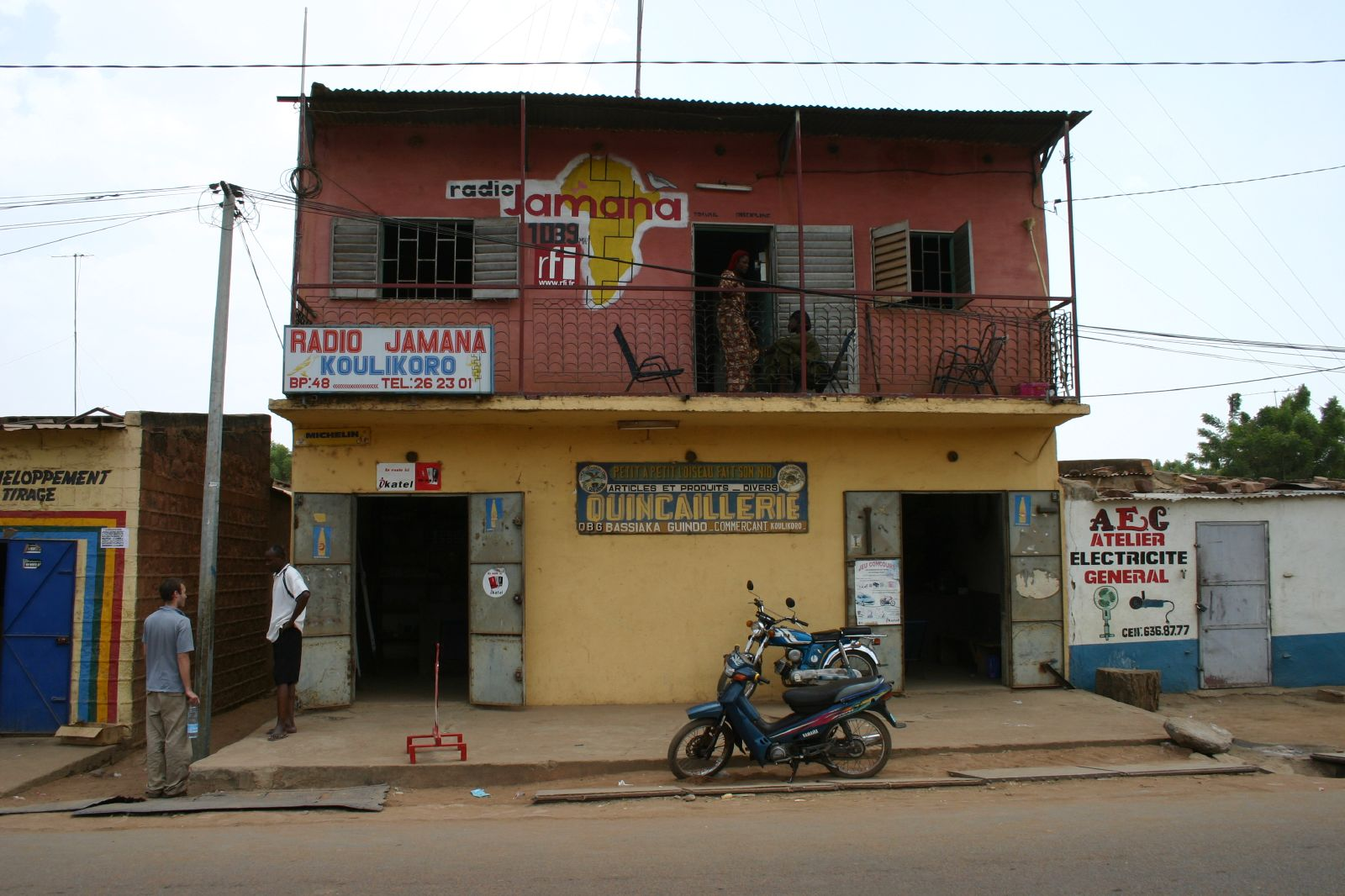
Studio in Koulikoro

Radio Jamana ist ein 1992 in Mali gegründeter kooperativer Hörfunksender und Mitglied von Radio Bamakan. Dieser beruht auf einem Zusammenschluss mehrerer lokaler Sendeanstalten. Radio Bamakan ist der erste, unmittelbar nach Militärputsch und Regierungsaufnahme in der sogenannten „Dritten Republik“ von Alpha Oumar Konaré gegründete private Rundfunkveranstalter.
Radio Jamana hat zehn Tonstudios. Die wichtigsten und größten liegen rund um die Hauptstadt Bamako im Südwest-Zipfel von Mali, aber auch in den anderen Regionen ist mindestens ein Studio präsent. Der Empfang ist in einem Umkreis von etwa 75 Kilometer sowie zehn Stunden am Tag möglich.
Die Kooperative Coopérative Culturelle d'Edition & de Diffusion, zu der auch Zeitungen und andere Printmedien, Bibliotheken und Selbsthilfeorganisationen gehören, ist aus der ersten Unabhängigkeitsbewegung 1983 hervorgegangen. Sie ist nach eigenen Angaben ein hoher Identifikationsfaktor für die einheimische Bevölkerung, wohl auch für ganz Afrika. Zusätzlich werden auch Weiterbildungskurse angeboten, die in viele Lebensbereiche reichen, insbesondere aber Lesen und Rechnen vermitteln; daneben Kurse für Rechtslehre und auch Computer-Lehrgänge.
Zu den Gründungsmitgliedern zählen neben dem damaligen Staatspräsidenten Alpha Oumar Konaré auch Abdoulaye Barry (Direktor des DNAFLA, Direction Nationale de l'Alphabétisation Fonctionelle et de la Linguistique Appliquée), Diakite Sanaba Sissoko (persönliche Referentin des Staatspräsidenten 1999–2000), Abdoulaye Traoré und Traore Salimata Tamboura (Generalsekretärin beim Collectif des femmes du Mali.)
Seit 1996 wird auch eine „Audio-Zeitung“ hergestellt, in der die wichtigen Wochen-Nachrichten auf Audio-Kassette aufgenommen und in einer Auflage von 1500 Stück für die hohe Zahl von Analphabeten distribuiert werden.